# متراسلك (برمجية)
متراسل ك أو كونتاكت (بالإنجليزية: Kontact)‏ هو برنامج يضم طقم متكامل من برامج تعريف المستخدم والبريد الإلكتروني لسطح المكتب كدي يضم برنامجا للبريد الإلكتروني وآخر للملاحظات وثالث للأخبار وبرامج للتقليمات وللمواعيد.

## البرامج التي يضمها متراسلك
- كي ميل (بالإنجليزية: Kmail)‏: هو عميل البريد الإلكتروني.
- كي دفتر العناوين (بالإنجليزية: KAddressBook)‏: هو دفتر جهات اتصال.
- أيكريغاتور (بالإنجليزية: Akregator)‏: هو جالب تقليمات RSS.
- كي أورغنيزر (بالإنجليزية: KOrganizer)‏: برنامج تقويم ومواعيد شخصية.

و برامج أخرى مثل كي نود (جالب الأخبار) وكي طقس (برنامج أحوال الطقس) وكي نوت (برنامج الملاحظات).

## وصلات خارجية
- متراسلك على موقع Open Hub (الإنجليزية)
- الموقع الرسمي